# Anissa Benameur
Pour les articles homonymes, voir Benameur.
Anissa Benameur est une femme politique algérienne.

## Carrière
- Psychologue clinicienne

- Membre élue d'une assemblée populaire de wilaya

- Secrétaire nationale chargée des relations extérieures à l'union des femmes algériennes

Anissa Benameur est nommée ministre de la Formation professionnelle et de l'Emploi au sein du gouvernement Ghozali I lors du remaniement ministériel du 16 octobre 1991, succédant à Mohamed Boumahrat. 
Membre du conseil national économique et social durant 5 années 
Elle a aussi été sénatrice et présidente de la commission chargée des affaires sociales et de la santé au Conseil de la nation à la fin des années 1990.